# Гвардија Ломбарди
Гвардија Ломбарди (итал. Guardia Lombardi) је насеље у Италији у округу Авелино, региону Кампанија.
Према процени из 2011. у насељу је живело 370 становника. Насеље се налази на надморској висини од 999 м.

## Становништво
| 1951. | 1961. | 1971. | 1981. | 1991. | 2001. | 2011. |
| ----- | ----- | ----- | ----- | ----- | ----- | ----- |
| 5.523 | 4.732 | 3.439 | 3.014 | 2.361 | 2.029 | 1.803 |